# Zermeghedo
Zermeghedo ist eine nordostitalienische Gemeinde (comune) mit 1336 Einwohnern (Stand 31. Dezember 2023) in der Provinz Vicenza in Venetien. Die Gemeinde liegt etwa 16 Kilometer westsüdwestlich von Vicenza am Chiampo und am Guà.

## Geschichte
Die Gemeinde soll im Kern um 568 unter dem langobardischen König Alboin entstanden sein. Ab 1335 handelte es sich um eine eigenständige Gemeinde – von 1929 bis 1947 war sie allerdings Teil der Nachbargemeinde Montebello Vicentino.